# Restitutiecommissie
De Restitutiecommissie is een door de Nederlandse overheid ingestelde adviescommissie inzake teruggave van cultuurgoederen die tijdens of vanwege het naziregime aan de oorspronkelijke eigenaar(s) zijn ontnomen.

## Geschiedenis
In 1997 werd de Commissie-Ekkart ingesteld die zich bezighield met herkomstonderzoek naar 4000 objecten die na de Tweede Wereldoorlog aan de Nederlandse Staat zijn teruggegeven. De Commissie, genoemd naar de voorzitter dr. R.E.O. (Rudi) Ekkart, deed verscheidene aanbevelingen, onder andere tot de instelling van een commissie die zich zou moeten buigen over individuele restitutieverzoeken. Op 23 december 2001 werd deze laatste commissie ingesteld, officieel de "commissie die adviseert over verzoeken om teruggave van cultuurgoederen waarover de oorspronkelijke eigenaar door omstandigheden die direct verband hielden met het nazi-regime onvrijwillig het bezit heeft verloren en die zich thans in bezit van de Staat der Nederlanden bevinden", later in de praktijk aangeduid als de Restitutiecommissie. De commissie richtte zich naar de in 1998 vastgestelde Washington Principles on Nazi Confiscated Art en de door de Raad van Europa in 1999 uitgevaardigde resolutie Looted Jewish cultural property. Ingevolge het advies van de Commissie-Ekkart zou een ruimhartig teruggavebeleid uitgangspunt zijn.
De eerste voorzitter was mr. J.M. (Jim) Polak. Degene die vanaf het begin lid is, is mr. H.M. (Heikelien) Verrijn Stuart.
In het eerste jaar werden twaalf verzoeken bij de commissie ingediend. Een van de behandelde zaken was de collectie van kunstverzamelaar F.B.E. Gutmann die circa 200 werken omvatte. Net als in vele andere zaken adviseerde de commissie tot teruggave en volgde de staatssecretaris de adviezen van de commissie. In 2009 werd geadviseerd over de bijna even grote verzameling van de kunsthandel Katz; het merendeel zou worden teruggegeven maar over 31 schilderijen adviseerde de commissie de claim af te wijzen; in 2013 werd geoordeeld de claim van 189 werken uit die collectie af te wijzen en slechts inzake een schilderij de claim te honoreren. Ook geruchtmakend was de zaak rond de joodse kunsthandelaar Jacques Goudstikker waarvan verzoeken deels werden gehonoreerd. Hetzelfde gebeurde met de Koenigscollectie.
Tot en met 2016 werden 145 verzoeken bij de commissie ingediend inzake ongeveer 1540 objecten; over 133 hiervan werden adviezen uitgebracht, waarvan 62 volledig werden gehonoreerd. Daarnaast kreeg de commissie tot taak in het geval van geschillen over cultuurgoederen uit andere collecties dan die van het Rijk bindende adviezen uit te brengen; dit gebeurde tot en met 2016 in 21 zaken wat leidde tot twaalf adviezen waarvan acht te honoreren.
In 2016 ging bij het IDFA een documentaire van Ditteke Mensink, De Claim, zoektocht naar roofkunst uit WOII, in première inzake de teruggave van twee werken van Ferdinand Bol en een van Isaac Israels waarover door de commissie was geadviseerd, het eerste met een advies tot teruggave, het tweede met een advies tot afwijzing van het teruggaveverzoek.

## Voorzitters
- 2001 - 2004: mr. J.M. Polak
- 2004 - 2007: mr. B.J. Asscher
- 2007 - 2008: mr. R. Herrmann
- 2008 - 2008: prof. mr. I.C. van der Vlies (wnd.)
- 2009 - 2016: mr. W.J.M. Davids
- 2016 - 2020: mr. A. Hammerstein
- 2020 - 2020: mr. E.H. Swaab (wnd.)
- 2021 - 2023: mr. J. Kohnstamm
- 2023 - 2023: mr. D. Oostinga (wnd.)
- 2023 - heden: prof. mr. A.I.M van Mierlo